# Fieberkrampf
Ein Fieberkrampf, früher auch Kinderkrampf genannt, ist ein in der frühen Kindheit in Verbindung mit einer fieberhaften Erkrankung auftretender epileptischer Anfall. Er stellt als typischer Gelegenheitsanfall die häufigste Form eines epileptischen Anfalls im Kindesalter dar. Fieberkrämpfe sind nicht lebensbedrohlich, werden aber von unerfahrenen Angehörigen oft so wahrgenommen. Zur Akuttherapie eines solchen Krampfanfalls können krampflösende Medikamente verabreicht werden. Eine Langzeitprophylaxe ist nicht effektiv.

## Häufigkeit und Alter
Betroffen sind in Europa und Nordamerika 2–5 Prozent, in Indien 5–10 Prozent und in Japan 6–9 Prozent aller Kinder.
Meist tritt dies im zweiten Lebensjahr auf, wobei der Altersgipfel des Auftretens zwischen dem 14. und 18. Lebensmonat liegt; eine Häufigkeit ist zudem ab fünf beziehungsweise sechs Monaten und bis zu einem Alter von vier Jahren zu beobachten.
Vor dem 3. Lebensmonat und nach dem 5. Lebensjahr sind Fieberkrämpfe sehr selten.
Aufgrund der Altersverteilung ist ein Zusammenhang mit der Gehirnstruktur von Kindern im entsprechenden Alter naheliegend; allerdings ist nicht bekannt, warum nicht alle Kinder von Fieberkrämpfen betroffen sind. Ebenfalls noch unbekannt sind die für einen Fieberkrampf verantwortlichen kindlichen Gehirnstrukturen.

## Ursachen
Um die Definition der Internationalen Liga gegen Epilepsie (International League Against Epilepsy, ILAE) zu erfüllen, darf er nicht durch eine Infektion des Gehirns verursacht sein, es sollen keine unprovozierten Anfälle vorausgegangen sein und auch sonst keine anfallsauslösende Störung des Gehirns zugrunde liegen.
Die genauen Ursachen für die Entstehung von Fieberkrämpfen sind nicht bekannt. Neben Fieber als notwendiger Voraussetzung sind sie eng mit einem bestimmten Alter, also einer speziellen Entwicklungsphase des Gehirns und bei auffälliger familiärer Häufung (Prädisposition) auch mit einer genetischen Veranlagung verknüpft.

### Infektionen und Impfungen
Grundsätzlich können Fieberkrämpfe bei jeder Infektion außerhalb des Gehirns auftreten. Jedoch liegen Virusinfektionen und hierunter diejenigen durch das Humane Herpesvirus 6, den Erreger des Drei-Tage-Fiebers, sehr viel häufiger zugrunde als bakterielle Erkrankungen. Dies legt nahe, dass auch erregerspezifische Eigenschaften das Auftreten von fiebergebundenen Krampfanfällen begünstigen. Auch eine Impfreaktion, insbesondere Fieber nach Impfungen, kann mit einem Fieberkrampf einhergehen.
Fieberkrämpfe nach Impfungen sind seltene Ereignisse und unterscheiden sich nicht von Fieberkrämpfen anderer Ursachen. Kinder mit Fieberkrämpfen nach einer Impfung haben kein erhöhtes Risiko, später eine Epilepsie oder Entwicklungsstörungen des Nervensystems zu erleiden. Das Risiko, einen Fieberkrampf zu erleiden, ist bei durchgemachter Infektion höher als nach einer Impfung.

### Genetik
Das prädispositionierte oder familiäre Vorkommen von Fieberkrämpfen wird unter der Bezeichnung familiäre fiebergebundene Krampfanfälle (englisch familial febrile convulsions; Abkürzung FEB) zusammengefasst. In Familien mit gehäuftem Auftreten von Fieberkrämpfen wurden bisher sechs FEB-Loci (Genorte) identifiziert, die mit der Begünstigung von Fieberkrämpfen assoziiert sind, und zwar auf den Chromosomenabschnitten 8q13-q21 (FEB1), 19p (FEB2), 2q (FEB3), 5q (FEB4), 6q (FEB5) und 18p (FEB6).
Zusätzlich sind familiäre Erkrankungen bekannt, bei denen nach einem Fieberkrampf im Kindesalter (bis 6 Jahre) eine generalisierte Epilepsie auftritt. Diese Form wird als generalisierte Epilepsie mit Fieberkrämpfen plus (GEFS+) bezeichnet. Auch für diese Form der familiär gehäuft auftretenden Fieberkrämpfe sind wahrscheinlich mehrere Gene verantwortlich. Der Vererbungsmodus (Erbgang) ist nicht vollständig geklärt. Die gegenwärtige Datenlage spricht bei den meisten familiären Fieberkrämpfen für eine autosomal-dominante Vererbung mit reduzierter Penetranz.

### Neurophysiologischer Hintergrund
Nach derzeitigem Wissensstand besitzt der GABA-A Rezeptor eine temperaturempfindliche Untereinheit, wodurch eine Temperaturerhöhung zur Störung der GABAergen hemmenden Übertragung führt. GABA besitzt im Gehirn eine zentrale Rolle bei der Hemmung und Dämpfung neuronaler Erregungen. Somit lässt sich leicht verstehen, dass eine durch Hyperthermie bedingte Blockade genau dieser Transmitter-Rezeptorsysteme zu einer allgemeinen Übererregbarkeit und Anfallsneigung führt. Andererseits ist bekannt, dass endogene Pyrogene selber die Krampfschwelle des Gehirnes senken können. Dies sind zum Beispiel Tumornekrosefaktor-alpha, Interleukin-1 beta und Interleukin-6, die über die Stimulierung der Cyclooxygenase-2 mit nachfolgender Prostaglandin-E2-Erhöhung zu Fieber führen. Eine Fiebersenkung hemmt nur die Cyclooxygenase-2, nicht aber die Ausschüttung dieser Pyrogene. Eine erhöhte Temperatur selber wiederum kann aber die Ausschüttung dieser Pyrogene hemmen. Auch hierdurch kann begründet sein, warum Fiebersenkung Fieberkrämpfe nicht verhindert.

## Symptome und klinische Formen
Ein Fieberkrampf tritt typischerweise bei einer schnell ansteigenden Körpertemperatur ab 39 °C oder höher und meistens als generalisierter tonisch-klonischer Anfall am gesamten Körper auf. Er beginnt mit einem plötzlichen Bewusstseinsverlust, gefolgt von einem Zusammenziehen der gesamten Muskulatur (tonische Versteifung). Nach 10–30 Sekunden folgen regelmäßige (klonische) Zuckungen. Die tonische Phase kann fehlen, und es kommen auch atonische Anfälle vor, bei denen die Muskulatur ihre Spannung verliert und die Kinder vollkommen schlaff sind. Ein Fieberkrampf dauert meist wenige Minuten (bis ca. 10). Zumeist folgt eine Periode von Benommenheit nach dem Krampfanfall (postiktale Benommenheit).

### Unkomplizierter (einfacher) Fieberkrampf
Ein unkomplizierter oder einfacher Fieberkrampf liegt vor, wenn bei einem fiebernden Kind ein generalisierter Krampfanfall auftritt, der weniger als 15 Minuten dauert, sich binnen 24 Stunden nicht wiederholt und keine Hinweise auf Beginn nur in einer umschriebenen Hirnregion (Herdzeichen) bietet. Weiterhin darf das betroffene Kind vorher keinen Krampfanfall ohne Fieber gehabt haben. Kinder mit einfachen Fieberkrämpfen in der Anamnese haben gegenüber ihren nicht betroffenen Altersgenossen nur ein leicht erhöhtes Risiko, später an einer Epilepsie zu erkranken (siehe Abschnitt Prognose).

### Komplizierter (atypischer) Fieberkrampf
Ein komplizierter oder atypischer Fieberkrampf ist gegeben, wenn er herdförmig ist (herdförmig heißt: bei dem Anfall erlischt nicht von Beginn an das Bewusstsein, es sind nur Teile des Körpers betroffen), die Dauer von 15 Minuten überschreitet oder der Fieberkrampf sich innerhalb von 24 Stunden beziehungsweise in derselben Fieberepisode wiederholt. Nach einem komplizierten Fieberkrampf ist das Risiko, später an einer Epilepsie zu erkranken, etwas höher.

## Diagnose und Differentialdiagnose
Die Diagnose eines Fieberkrampfes kann in der Regel durch eine sorgfältige Erhebung der Anamnese und körperlichen Untersuchung gestellt werden. Die Abgrenzung gegenüber anfallsartigen Ereignissen anderer Ursache wie beispielsweise einer kreislaufbedingten Ohnmacht, einer Reflexsynkope oder einfach nur einem Schüttelfrost kann dabei schwierig sein. Entzündliche Erkrankungen des Gehirns oder der Hirnhäute (Enzephalitis, Meningitis) müssen differentialdiagnostisch ausgeschlossen werden. Beim geringsten Verdacht ist hierzu eine Untersuchung des mittels einer Lumbalpunktion gewonnenen Hirnwassers nötig. Allerdings berechtigt ein Fieberkrampf bei Fehlen sonstiger Zeichen einer Meningitis auch nicht automatisch zu einer solchen Untersuchung. Bildgebende Verfahren wie Computertomografie und Magnetresonanztomografie kommen insbesondere bei klinischen Anzeichen einer Enzephalitis oder zum Ausschluss von Abszessen, Fehlbildungen und Hirntumoren zum Einsatz. Auch andere Ursachen für das Auftreten eines Krampfanfalls (Unterzuckerung, Entgleisungen im Mineralstoffhaushalt) im Rahmen einer fieberhaften Erkrankung oder Vergiftungen müssen ausgeschlossen und die Fieberursache bestimmt werden. Eine umfassende Erhebung des neurologischen Status soll zugrundeliegende Auffälligkeiten des Nervensystems aufdecken. Das Elektroenzephalogramm (EEG) ist bei einem ersten unkomplizierten Fieberkrampf entbehrlich. Nach wiederholten komplizierten Fieberkrämpfen kann es Hinweise auf das Vorliegen einer Epilepsieform des Gehirns liefern.

## Therapie

### Behandlung des akuten Fieberkrampfes
90 % aller unkomplizierten Fieberkrämpfe enden von alleine innerhalb von Minuten. Die Behandlung des akuten Fieberkrampfes orientiert sich ansonsten im Wesentlichen an der Behandlung eines epileptischen Anfalls. Im Gegensatz zu diesem ist aufgrund der „Gutartigkeit“ der meisten Fieberkrämpfe eine Betonung der Absicherung und der abwartenden Haltung noch deutlicher. Spitze, scharfe oder kantige Gegenstände sollten, zur Minimierung der Verletzungsgefahr, sofort aus dem Umfeld eines Kindes mit laufendem Fieberkrampf entfernt werden. Die Atmung sollte beobachtet werden, wobei eine Blauverfärbung der Haut (Zyanose) nicht ungewöhnlich ist. Auch eine Reduzierung der Atemzuganzahl pro Minute ist nicht selten und kann beim Beobachter (zumeist Eltern) den Eindruck eines Atemstillstands hervorrufen. Daher ist es besonders wichtig, Besonnenheit zu bewahren.
Wenn ein Fieberkrampf die Dauer von 10 bis maximal 15 Minuten überschreitet oder die Atmung dauerhaft aussetzt, ist eine Unterbrechung des Fieberkrampfes erforderlich. Liegt ein verlängerter, atypischer oder komplizierter Fieberkrampf vor (fokale Zeichen), kann zu diesem Zweck beispielsweise rektal zu verabreichendes Diazepam (als Einlauf) eingesetzt werden. Sofern ein früherer Fieberkrampf besonders schwerwiegend oder atypisch war, kann es auch zur Verhinderung der Entwicklung eines atypischen oder schwer verlaufenden Anfalls eingesetzt werden. Neben Diazepam wirken auch andere kurzwirksame Antiepileptika wie Clonazepam, Chloralhydrat oder das Sedativum Midazolam.

### Prophylaxe von Fieberkrämpfen
Da Fieber eine Voraussetzung für das Auftreten von Fieberkrämpfen ist, sollte man glauben dürfen, dass fiebersenkende Maßnahmen auch einen vorbeugenden Effekt hätten – dafür liefern verschiedenste klinische Studien aber keinen Beweis. Fiebersenkende Medikamente (Antipyretika) sollten also konsequenterweise nicht zur Verhinderung von neuerlichen Anfällen, sondern allenfalls zur Linderung fieberbedingter allgemeiner Beschwerden wie Abgeschlagenheit, beschleunigter Puls und beschleunigte Atmung verordnet werden.
Eine andere Möglichkeit, das Wiederauftreten von Fieberkrämpfen zu vermeiden stellt die orale Gabe des krampfunterdrückenden Medikaments Diazepam dar. Seine Wirksamkeit für die Prophylaxe von Fieberkrampf-Rückfällen ist umstritten, aber es gibt eine allgemeine Übereinstimmung, dass es wahrscheinlich effektiv ist. Bei Beginn einer Fieberepisode wird Diazepam für die Dauer von maximal zwei Tagen verabreicht. Die Nebenwirkungen können kaum merklich, aber auch sehr ausgeprägt sein: Müdigkeit, Benommenheit, Gleichgewichtsstörungen, auch Verwirrtheit und leichte Erregbarkeit sind möglich. Eine routinemäßige Prophylaxe bei allen Kindern mit Fieberkrämpfen ist daher nicht angezeigt. Der mögliche Nutzen muss vielmehr sorgfältig gegen die bestehenden Risiken abgewogen werden. Ein Nachteil der prophylaktischen Gabe von Diazepam bei Fieberepisoden ist auch, dass dadurch neurologische Warnsymptome einer zugrundeliegenden zerebralen Erkrankung verschleiert werden könnten.
Die dauerhafte Gabe von krampfunterdrückenden Medikamenten (Antikonvulsiva) hat in neueren Untersuchungen keine Wirksamkeit in der Verhinderung von Fieberkrampf-Rezidiven ergeben. Für Carbamazepin und Phenytoin war dies schon länger anerkannt, gilt aber in gleichem Maße mittlerweile für Phenobarbital, das wegen der Beeinträchtigung der geistigen Fähigkeiten ohnehin nur sehr kritisch eingesetzt werden sollte, und Valproat. Daher ist sie in der entsprechenden Empfehlung der American Academy of Paediatrics auch nicht mehr aufgeführt.

## Prognose
Die Prognose des Fieberkrampfes insgesamt ist sehr gut. Bevölkerungsbasierte Studien konnten weder eine erhöhte Sterblichkeit noch das vermehrte Auftreten von Schädigungen des Nervensystems in Form von Lähmungen, geistigen Beeinträchtigungen oder Gedächtnisstörungen nachweisen. Auch scheint kein Zusammenhang zwischen Fieberkrämpfen und dem plötzlichen Kindstod zu bestehen.
Von allen Kindern mit Fieberkrämpfen entwickelt etwa ein Drittel erneut einen Fieberkrampf im weiteren Verlauf – bei etwa zwei Dritteln aller Kinder bleibt es ein einmaliges Ereignis. Stärkster Risikofaktor für ein Rezidiv ist das Alter beim Erstereignis: je jünger das Kind ist, umso wahrscheinlicher ereignet sich ein zweiter Fieberkrampf. Auch das Auftreten von Fieberkrämpfen in der Verwandtschaft (positive Familienanamnese) erhöht die Wahrscheinlichkeit eines Rezidivs. Weitere Risikofaktoren stellen eine niedrige Körpertemperatur beim Erstereignis und mehrere Anfälle in derselben Fieberepisode dar. Mehr als die Hälfte aller Rezidive ereignet sich im ersten Jahr und mehr als 90 % geschehen innerhalb der ersten beiden Jahren nach dem Erstereignis. Sind nach einem ersten Fieberkrampf zwei Jahre ohne Anfall vergangen, wird ein Rezidiv somit als sehr unwahrscheinlich angesehen. Fieberkrämpfe und genauso Fieberkrampfrezidive ereignen sich in der Regel jeweils während der ersten zwei Tage einer Fieberepisode und nicht mehr, wenn diese schon länger anhält.
Das Risiko, nach einem Fieberkrampf an einer Epilepsie zu erkranken, ist gegenüber der übrigen Bevölkerung mit 2–4 % leicht erhöht. Ein noch etwas höherer Prozentsatz der Kinder erleiden nach einem Fieberkrampf einen weiteren epileptischen Anfall ohne Fieber, ohne dass daraus eine Epilepsie resultiert. Im Unterschied zu den Risikofaktoren für wiederholte Fieberkrämpfe erhöht sich die Wahrscheinlichkeit für eine Epilepsie mit einer positiven Familienanamnese für Epilepsie, bei komplizierten Fieberkrämpfen und, wenn zuvor schon eine verzögerte Entwicklung der motorischen und geistigen Fähigkeiten vorlag. Ohne diese Risikofaktoren tritt eine Epilepsie bei 1 % der Kinder mit Fieberkrampf auf, bei einem Risikofaktor erhöht es sich auf 2 % und bei Vorliegen von zwei oder allen drei Faktoren auf bis zu 10 %. Eine der umstrittensten Fragen bezüglich der Epilepsien ist der Zusammenhang von Fieberkrämpfen und symptomatischer Temporallappenepilepsie. Die heutige Auffassung dazu geht am ehesten davon aus, dass prolongierte Fieberkrämpfe und die spätere Entwicklung einer Temporallappenepilepsie mit einer vorbestehenden Schädigung des Temporallappens zusammenhängen und dass nicht der Fieberkrampf die Läsionen verursacht.

## Rezeption
In Zolas Ein Blatt Liebe hat die Figur Lucien Deberle Fieberkrämpfe.